# Дворниково
Дво́рниково (рос. Дворниково) — присілок у складі Тісульського округу Кемеровської області, Росія.

## Населення
Населення — 291 особа (2010; 308 у 2002).
Національний склад (станом на 2002 рік):
- росіяни — 98 %